# Mi fai un favore
Mi fai un favore è un film commedia italiano del 1996 diretto da Giancarlo Scarchilli.

## Trama
Stella è una donna che lavora in una trattoria romana, ma non è soddisfatta della sua vita poiché, pur avendo già quarant'anni, nutre ancora l'ambizione di recitare nel cinema; anche Roberta, un'amica fraterna di Stella, ha il suo stesso desiderio e, per una sorta di pudore, le due donne si vergognano di confessarsi reciprocamente il medesimo sogno nel cassetto.
Stella vive nello stesso condominio in cui risiedono anche i suoi genitori ed è fidanzata con Leonardo, dal quale un giorno scopre di aspettare un bambino. Dapprima non dice nulla a Leonardo in quanto pensa seriamente di abortire, ma un imprevisto le fa cambiare idea: l'arrivo di Claudia, una bimba piccola. Durante un provino, conosce infatti Stefania, la mamma di Claudia, che le lascia in custodia la bimba senza preavviso per un arco di tempo indefinito. Inizialmente il rapporto tra Stella e Claudia è burrascoso, però col trascorrere dei giorni la donna comincia a percepire e a comprendere il significato dell'istinto materno.
Leonardo, che a causa del suo lavoro trascorre poco tempo con Stella, viene a conoscenza dello stato interessante della sua fidanzata e, così come i genitori di lei, si dice ben lieto di accogliere con amore il nascituro. Alla fine Stella deciderà di portare a termine la gravidanza.